# Redención
Redención är en ort i Mexiko.   Den ligger i kommunen Fresnillo och delstaten Zacatecas, i den centrala delen av landet, 600 km nordväst om huvudstaden Mexico City. Redención ligger 2 086 meter över havet och antalet invånare är 443.
Terrängen runt Redención är en högslätt. Runt Redención är det ganska glesbefolkat, med 38 invånare per kvadratkilometer. Närmaste större samhälle är Cañitas de Felipe Pescador, 18,2 km norr om Redención. Omgivningarna runt Redención är i huvudsak ett öppet busklandskap.